# Барбара Фрале
Барбара Фрале (італ. Barbara Frale; нар. 24 лютого 1970, Вітербо) — італійський палеограф.

## Біографія
Народилася у Вітербо 24 лютого 1970 року. Відвідувала університет Туска-Вітербо. Її робота заснована на дослідженні середньовічної історії XIV ст. Отримала нагороду Костантіно Паван. У 1996 році отримала ступінь спеціалізації з палеографії, а в 1998 році — спеціалізацію з грецької палеографії.
У вересні 2001 року знайшла оригінальний пергамент Чинона. Працює у Ватиканському секретному архіві з жовтня 2001 року. Є автором книг про тамплієрів та особливо цікавиться історією Туринської плащаниці. Захистила кандидатську дисертацію з історії ордену тамплієрів у Венеційському університеті.

## Публікації
- Остання битва тамплієрів (2001)[2]
- Папство і процес тамплієрів (2003)[2]
- Тамплієри (2008) ISBN 978-83-24-70190-2